# バリー・アーウィン
バリー・アーウィン（Barry Irwin）は、アメリカ合衆国の投資シンジケート・チーム・ヴァラーの代表者。

## 来歴
1960年代から1970年代は競馬ジャーナリストとして、デイリーレーシングフォーム紙やブラッド・ホース誌などで活躍していた。
- 1979年、パシフィカサラブレッズで種牡馬エージェント業を始める。
- 1987年、ジェフ・シーゲルと共同でクローバーレーシングステーブルを設立する。
- 1992年、チーム・ヴァラーを設立させる。

2007年現在は世界各国の競走馬を買収したり、セリ市で仔馬を購買し、自身の会社でシンジケートを集め走らせている。
| スタブアイコン | サブスタブ | この項目は、まだ閲覧者の調べものの参照としては役立たない、スポーツ関係者に関連した書きかけの項目です。この項目を加筆・訂正などしてくださる協力者を求めています（P:スポーツ/PJ:スポーツ人物伝）。 |